# Vailimia masinei
Vailimia masinei är en spindelart som först beskrevs av George William Peckham och Elizabeth Maria Gifford Peckham 1907.  Vailimia masinei ingår i släktet Vailimia och familjen hoppspindlar. Inga underarter finns listade i Catalogue of Life.